# The Romans
The Romans (Les Romains) est le douzième épisode de la première série de la série télévisée britannique de science-fiction Doctor Who, diffusé pour la première fois en quatre parties hebdomadaires du 16 janvier au 6 février 1965. Écrit par le scénariste David Spooner, cet épisode se déroule à l'époque de la Rome antique.

## Accroche
En vacances dans l'Empire romain en 64 après Jésus Christ, Ian et Barbara sont revendus comme esclaves. Ian est envoyé aux galères tandis que Barbara devient une servante dans le palace de Néron. Non avertis du sort de leurs amis, le Docteur et Vicki rejoignent la cour de l'empereur.

## Casting
- William Hartnell — Le Docteur
- Jacqueline Hill — Barbara Wright
- William Russell — Ian Chesterton
- Maureen O'Brien — Vicki
- Derek Francis (en) — Neron
- Michael Peake — Tavius
- Brian Proudfoot — Tigellinus
- Kay Patrick — Poppaea Sabina
- Peter Diamond — Delos
- Derek Sydney — Sevcheria
- Nicholas Evans — Didius
- Barry Jackson — Ascaris
- Anne Tirard — Locusta
- Dennis Edwards — Centurion
- Margot Thomas — La marchande d'etoffe
- Edward Kelsey — Un acheteur d'esclave
- Bart Allison — Maximus Pettulian
- Dorothy-Rose Gribble — L'esclave de la prison
- Gertan Klauber — Le maître des galères
- Ernest Jennings, John Caesar — L'homme du marché
- Tony Lambden — Le messager de la cour

## Résumé

### The Slave Traders
Ayant atterri sur le bord d'une falaise, le TARDIS penche et tombe à la renverse. Profitant des dégâts, le Docteur et ses compagnons s'offrent des vacances dans la Rome antique, profitant d'une villa abandonnée à proximité d'une ville tranquille. Mais le manque d'action pousse Vicki et le Docteur à se rendre à Rome. En chemin, le Docteur est pris pour un joueur de lyre du nom de Maximus Pettulian, le véritable musicien ayant été tué par un homme d'un centurion de Néron. Dans le même temps, Ian et Barbara sont capturés par des marchands d'esclaves, et séparés. Ils promettent de se rejoindre à Rome.
Faisant une halte dans une chambre d'auberge, le Docteur ignore que le centurion qui les accompagne a engagé un assassin qui se dirige vers sa chambre.

### All Roads Lead to Rome
Le Docteur neutralise l'assassin, s'aidant de sa lyre, et après une courte bagarre le jette par la fenêtre. Vicki interrogeant le Docteur, il avoue qu'il savait depuis le départ qu'il serait attaqué par un assassin. Barbara qui est jetée en prison avec une autre prisonnière devenue faible après 34 jours de marche décide de prêter assistance à cette dernière. Un homme du nom de Tavius remarque ce trait de bonté (alors rare dans la Rome antique) et décide de racheter Barbara lors de la vente aux esclaves. Ian quant à lui est vendu pour être envoyé aux galères. Tentant de s'échapper avec un autre prisonnier du nom de Délos au cours d'un violent orage, ils échouent sur une plage proche de Rome à l'issue du naufrage.
Tavius se révèle être le maître des esclaves de Néron, et ayant acheté Barbara pour qu'elle devienne servante de Poppée, elle est installée au palais de l'empereur. Dans le même palais, le Docteur est chargé de faire une démonstration de ses talents musicaux auprès de Néron, mais réussit à s'esquiver tout en flattant l'empereur sur ses compositions musicales de sorte qu'il soit dans ses bonnes grâces sans jamais réellement jouer de la musique. Ian et Délos arrivent à Rome mais se font reprendre. Considérés comme des esclaves en fuite ils sont promis à être jetés dans l'arène du cirque, en compagnie des lions.

### Conspiracy
Devenue servante dans la suite de Poppée, Barbara est courtisée lourdement par Néron. Gênée mais coincée par son statut d'esclave, elle accepte néanmoins que celui-ci lui offre un bracelet. Furieuse, Poppée envisage de faire tuer sa servante en l'empoisonnant, mais Vicki intervertit les poisons en voulant empêcher le meurtre d'une servante, sans savoir que Barbara tient ce rôle. D'ailleurs, cette dernière et le Docteur passeront de nombreux moments à se croiser sans le savoir. Devant jouer une mélodie pour Néron, le Docteur fait croire qu'il s'agit d'une mélodie tellement subtile que seules les oreilles particulièrement sensibles peuvent l'entendre. Jaloux de son "triomphe", Néron décide de sa prochaine mise à mort au cirque.
Néron emmène Barbara voir un combat à mort de gladiateurs : il s'agit de Ian et Délos. Ian se retrouve en fâcheuse posture et est prêt à être tué par Délos.

### Inferno
Délos décide au dernier moment qu'il ne coupera pas la tête de son ami, et tous deux se rebellent contre les gardes de Néron. Ils arrivent à s'enfuir, mais Néron apprend qu'Ian est un ami de Barbara et décide de doubler la garde pour le capturer lorsqu'il reviendra la chercher. Barbara décide d'en rendre compte à Tavius qui avait décidé de faciliter sa fuite : en effet, Poppée lui a demandé de renvoyer sa servante. Tavius fait aussi partie d'un complot destiné à assassiner l'empereur et dont fait également partie Maximus Pettulian, le joueur de lyre dont le Docteur a pris la place.
Tavius informe donc le Docteur que Néron cherche à le tuer. Lors d'une entrevue entre Néron, le Docteur fait flamber par inadvertance les plans de Rome, ce qui donnera à l'empereur l'idée de brûler la ville pour la reconstruire. Néron engage donc des porteurs de torches afin de mettre son plan en action, et c'est parmi eux que Délos et Ian s'introduisent dans le palais pour libérer Barbara. Vicki reproche au Docteur d'avoir donné l'idée de l'incendie de Rome mais celui-ci estime que quelqu'un lui aurait donné l'idée tôt ou tard. Ils arrivent à la villa et trouvent Ian et Barbara en train de se reposer. Le Docteur leur reproche alors leur paresse, au grand dam de ces derniers qui n'étaient arrivés que depuis peu.
De retour au TARDIS, le Docteur s'inquiète car le vaisseau semble avoir été attiré dans un piège.

## Continuité
- Dans l'épisode La Chute de Pompéi, le 10e Docteur dira à Donna qu'il est « peut-être » responsable de l'incendie de Rome.
- À la fin de l'épisode, Vicki interroge Ian et Barbara sur les capacités du Docteur à piloter le TARDIS.